# Kenichiro Yoshida
 (octobre 2024).
La mise en forme du texte ne suit pas les recommandations de Wikipédia : il faut le « wikifier ».
Les points d'amélioration suivants sont les cas les plus fréquents. Le détail des points à revoir est peut-être précisé sur la page de discussion.
- Les titres sont pré-formatés par le logiciel. Ils ne sont ni en capitales, ni en gras.
- Le texte ne doit pas être écrit en capitales (les noms de famille non plus), ni en gras, ni en italique, ni en « petit »…
- Le gras n'est utilisé que pour surligner le titre de l'article dans l'introduction, une seule fois.
- L'italique est rarement utilisé : mots en langue étrangère, titres d'œuvres, noms de bateaux, etc.
- Les citations ne sont pas en italique mais en corps de texte normal. Elles sont entourées par des guillemets français : « et ».
- Les listes à puces sont à éviter, des paragraphes rédigés étant largement préférés. Les tableaux sont à réserver à la présentation de données structurées (résultats, etc.).
- Les appels de note de bas de page (petits chiffres en exposant, introduits par l'outil «  Source ») sont à placer entre la fin de phrase et le point final[comme ça].
- Les liens internes (vers d'autres articles de Wikipédia) sont à choisir avec parcimonie. Créez des liens vers des articles approfondissant le sujet. Les termes génériques sans rapport avec le sujet sont à éviter, ainsi que les répétitions de liens vers un même terme.
- Les liens externes sont à placer uniquement dans une section « Liens externes », à la fin de l'article. Ces liens sont à choisir avec parcimonie suivant les règles définies. Si un lien sert de source à l'article, son insertion dans le texte est à faire par les notes de bas de page.
- La présentation des références doit suivre les conventions bibliographiques. Il est recommandé d'utiliser les modèles {{Ouvrage}}, {{Chapitre}}, {{Article}}, {{Lien web}} et/ou {{Bibliographie}}. Le mode d'édition visuel peut mettre en forme automatiquement les références.
- Insérer une infobox (cadre d'informations à droite) n'est pas obligatoire pour parachever la mise en page.

Pour une aide détaillée, merci de consulter Aide:Wikification.
Si vous pensez que ces points ont été résolus, vous pouvez retirer ce bandeau et améliorer la mise en forme d'un autre article.
Kenichiro Yoshida (né le 20 octobre 1959) est un homme d'affaires japonais, directeur général de Sony depuis avril 2018 et président depuis juin 2020, succédant à Kazuo Hirai, avant lequel Yoshida était directeur financier de l'entreprise,.

## Carrière
Yoshida est né en 1959 à Kumamoto, où son père, juge au tribunal, était alors en poste. Immédiatement après avoir obtenu une licence en économie à l'Université de Tokyo en 1983, Yoshida rejoint Sony et travaille dans les filiales de l'entreprise aux États-Unis et au Japon.
En 2000, il travaille pour So-net, une filiale de Sony, qu'il introduit en bourse en 2005. Il a rejoint Sony en 2013 en tant que directeur financier adjoint et a été promu directeur financier l'année suivante. Dans son rôle de directeur financier, il a été crédité d'avoir poussé l'entreprise à travers une vaste restructuration qui a renversé les pertes de Sony dans le secteur de l'électronique grand public,,.

## Vie personnelle
Yoshida a un fils autiste et passe au moins une journée entière par semaine avec lui. Il a joué un rôle actif dans la sensibilisation à l'autisme.

## Référence
1. 1 2 3 4  « Subscribe to read », sur www.ft.com (consulté le 11 octobre 2024)
2. ↑  (en-US) Gavin J. Blair, « New Sony CEO Kenichiro Yoshida Outlines Shift Towards Content », sur The Hollywood Reporter, 21 mai 2018 (consulté le 11 octobre 2024)
3. 1 2  (ja) « ソニーグループ株式会社 代表執行役 会長 兼 社長 CEO 吉田 憲一郎 氏 | 広報誌（IIJ.news） | インターネットイニシアティブ（IIJ） », sur インターネットイニシアティブ-IIJ (consulté le 11 octobre 2024)
4. ↑  « Subscribe to read », sur www.ft.com (consulté le 11 octobre 2024)
5. ↑  (en) « Can new Sony CEO make the company hip again? », The Straits Times,‎ 2 avril 2018 (ISSN 0585-3923, lire en ligne, consulté le 11 octobre 2024)